# Marc Diàdoc
Marc Diàdoc (en llatí Marcus Diadochus, en grec antic Μάρκος) va ser un escriptor eclesiàstic grec d'època incerta (possiblement del segle iv o del segle v).
Se l'identifica de vegades amb Diàdoc, bisbe de Fòtice (Photice) a l'Epir que va ser l'autor d'un tractat sobre la vida ascètica que Foci menciona i descriu breument, però que segurament és un personatge diferent que va viure probablement al segle v i no s'anomenava Marc. També se l'identifica amb algun dels dos bisbes egipcis de nom Marc que van ser desterrats a Alexandria pels arrians sota el patriarcat de Jordi de Capadòcia, un a l'Oasi Magna a l'Alt Egipte i un altre a l'Oasi d'Ammon.
D'aquest autor ha sobreviscut un breu tractat, titulat τοῦ μακαρίου Μάρκου τοῦ Διαδόχου κατὰ Ἀρειανῶν λόγος, Beati Marci Diadochi Sermo contra Arianos, un sermó contra els arrians.